# Club Baloncesto Murcia
El Club Baloncesto Murcia és un equip de bàsquet espanyol de la ciutat de Múrcia. Va Ser fundat el 1985 i actualment juga a la lliga ACB.

## Història
L'equip va néixer en 1985 sota el nom de Agrupación Deportiva Juver, i en 1991 va passar a dir-se C.B. Juver Murcia. L'empresa murciana va ser l'spònsor del conjunt fins a la temporada 1992-1993.
L'equip va començar la seva marxa en la categoria autonòmica i en la temporada 1985-1986 va adquirir els drets federatius del Logos de Madrid per a militar en la Primera Divisió B, participant en aquesta categoria durant quatre anys. En els playoff finals de la temporada 89-90 va ascendir a la ACB, després de proclamar-se campions al vèncer merescudament a l'Obradoiro. En aquesta categoria va romandre sis anys consecutius.
En l'etapa corresponent a 1993-1994 es va produir un va canviar en la imatge corporativa del Club; l'equip es va denominar simplement C.B. Murcia (no va haver-hi spònsor), i els colors de l'equipació van passar a ser vermells i es va crear l'anagrama amb l'escut que actualment segueix vigent i que va ser triat el més avantguardista i original entre tots els equips ACB en 1994.
En la temporada 1995-1996 el Club organitza la fase final de la Copa del Rei amb un notable èxit organitzatiu, arribant-se a les semifinals. El conjunt murcià va caure en aquesta ocasió per 5 punts davant el TDK Manresa, que va estar brillantment dirigit per Chichi Creus i que finalment es va proclamar campió al vèncer el F.C. Barcelona.
Si en la temporada 96-97 l'equip va tornar a descendir a Lliga LEB, no trigaria, no obstant això, a tornar a la màxima categoria del bàsquet espanyol, ja que en la temporada següent es va proclamar campió d'aquesta Lliga i va ascendir de nou a la ACB. En aquesta etapa va haver un canvi de patrocinador i l'equip va passar a cridar-se C.B. Múrcia Artel.
Durant la temporada 1998-1999 va participar en la Lliga ACB amb un nou patrocinador, denominant-se Recreativos Orenes C.B. Murcia.
En la temporada 99-00 va tornar a denominar-se C.B. Murcia per no comptar amb un patrocinador, canviaria a C.B. Etosa en el 2000-2001 i tornaria a canviar a Etosa Murcia (denominació amb la qual va romandre les següents dues temporades). En el 2002-2003 l'equip es va proclamar campió de la Lliga LEB i aconsegueix de nou l'anhelat ascens a ACB.
Després d'una temporada a l'ACB- el primer en el que és patrocinat per l'empresa Polaris World-, torna a baixar a la lliga LEB, en la qual hi estarà dues temporades (2004-05 i 2005-06). Finalment, assoleix una altra vegada l'ascens a la Lliga ACB en la pròrroga d'un èpic cinquè partit a Saragossa.
Des de la temporada 2006-2007 l'equip milita 4 temporades a la Lliga ACB, però torna a baixar a la Lliga LEB, on jugarà la temporada 2010-2011.
A la temporada 2011-12 retorna a l'ACB i ho fa amb el nom de UCAM Murcia per motius de patrocini.

## Historial a la lliga
| Temporada         | Categoria         | Posició       | Balanç | Playoff | Copa |
| Temporada 1985-86 | Tercera divisió   | 2a            |        |         |      |
| Temporada 1986-87 | Primera divisió B | 14a           |        |         |      |
| Temporada 1987-88 | Primera divisió B | 10a           |        |         |      |
| Temporada 1988-89 | Primera divisió B | 5a            |        |         |      |
| Temporada 1989-90 | Primera divisió B | 1a i ascens   |        |         |      |
| Temporada 1990-91 | ACB               | 17a           |        |         |      |
| Temporada 1991-92 | ACB               | 18a           |        |         |      |
| Temporada 1992-93 | ACB               | 22a           |        |         |      |
| Temporada 1993-94 | ACB               | 18a           |        |         |      |
| Temporada 1994-95 | ACB               | 12a           |        |         |      |
| Temporada 1995-96 | ACB               | 15a           |        |         |      |
| Temporada 1996-97 | ACB               | 17a i descens |        |         |      |
| Temporada 1997-98 | LEB               | 1a i ascens   |        |         |      |
| Temporada 1998-99 | ACB               | 18a           |        |         |      |
| Temporada 1990-00 | LEB               | 7a            |        |         |      |
| Temporada 2000-01 | LEB               | 9a            |        |         |      |
| Temporada 2001-02 | LEB               | 8a            |        |         |      |
| Temporada 2002-03 | LEB               | 1a i ascens   |        |         |      |
| Temporada 2003-04 | ACB               | 18a i descens |        |         |      |
| Temporada 2004-05 | LEB               | 5a            |        |         |      |
| Temporada 2005-06 | LEB               | 2a i ascens   |        |         |      |
| Temporada 2006-07 | ACB               | 14a           |        |         |      |
| Temporada 2007-08 | ACB               | 12a           |        |         |      |
| Temporada 2008-09 | ACB               | 15a           |        |         |      |
| Temporada 2009-10 | ACB               | 18a i descens |        |         |      |
| Temporada 2010-11 | LEB               | 1a i ascens   |        |         |      |
| Temporada 2011-12 | ACB               | 15a           |        |         |      |
| Temporada 2012-13 | ACB               | 13a           | 13-21  | -       | -    |
| Temporada 2013-14 | ACB               | 13a           | 12-22  | -       | -    |